# 마우이군

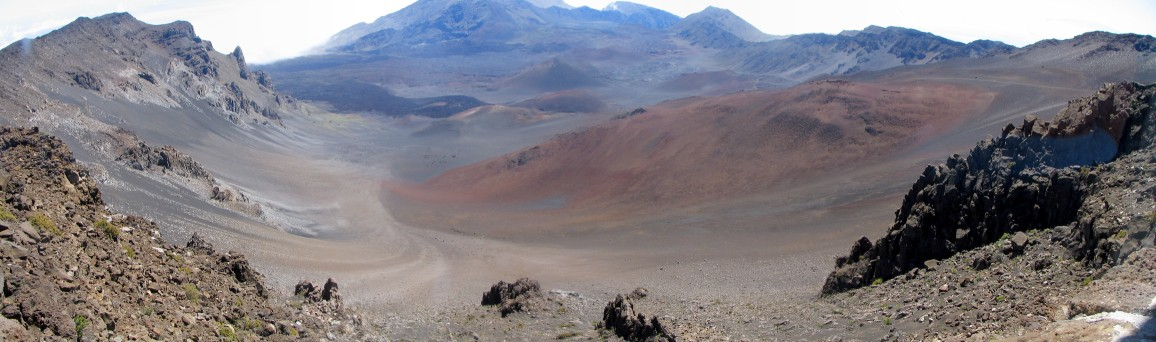
할레아칼라 국립공원

위치

마우이군 또는 마우이 카운티(Maui County, 공식 명칭: County of Maui)는 미국 하와이주의 군이다. 마우이섬, 라나이섬, 몰로카이섬(몰로카이섬의 일부 제외)으로 구성되어 있다. 후자 두 지역은 무인도이다. 2010년 미국 인구조사에 따르면 인구 수는 총 154,834명이다. 군청 소재지는 와일루쿠이다.

## 인구
| 인구조사                                                      | 인구    | Note  | %±     |
| ------------------------------------------------------------- | ------- | ----- | ------ |
| 1900년                                                        | 26,743  |       | —      |
| 1910년                                                        | 29,762  |       | 11.3%  |
| 1920년                                                        | 37,385  |       | 25.6%  |
| 1930년                                                        | 55,541  |       | 48.6%  |
| 1940년                                                        | 55,534  |       | 0.0%   |
| 1950년                                                        | 48,179  |       | −13.2% |
| 1960년                                                        | 42,576  |       | −11.6% |
| 1970년                                                        | 45,984  |       | 8.0%   |
| 1980년                                                        | 70,847  |       | 54.1%  |
| 1990년                                                        | 100,374 |       | 41.7%  |
| 2000년                                                        | 128,094 |       | 27.6%  |
| 2010년                                                        | 154,834 |       | 20.9%  |
| 2019 (추산)                                                   | 167,417 | [ 3 ] | 8.1%   |
| U.S. Decennial Census 1790-1960 1900-1990 1990-2000 2010-2018 |         |       |        |

## 같이 보기
- 마우이섬